# 森下仁丹

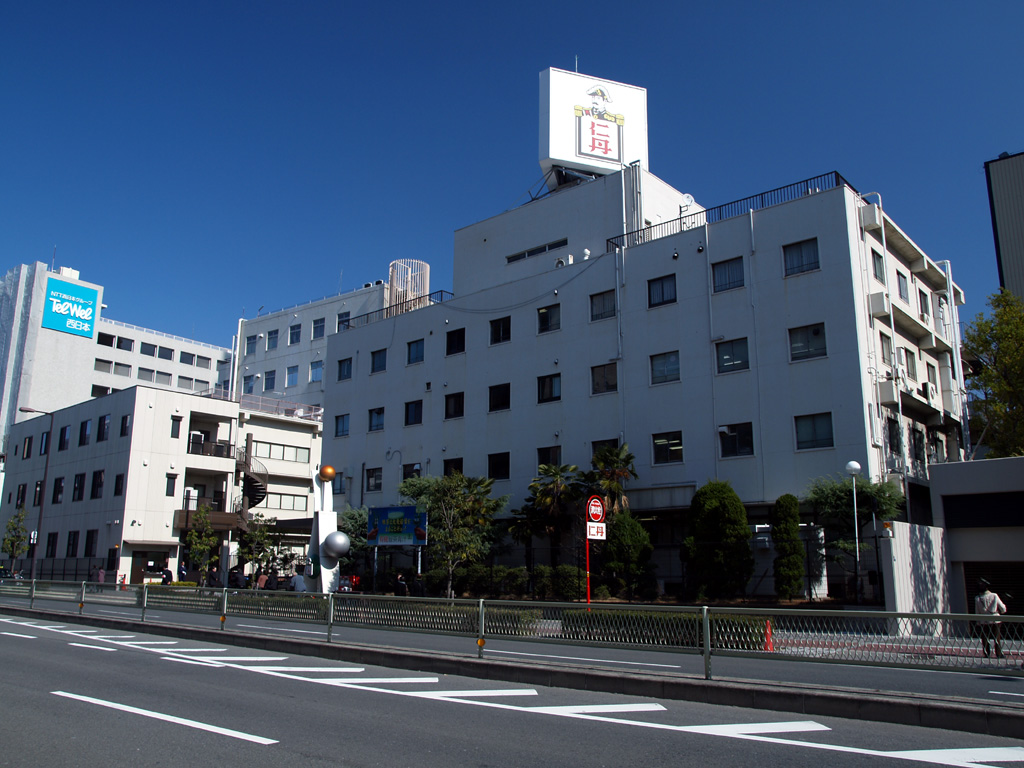
森下仁丹 旧本社工場
（大阪市中央区）

森下仁丹株式会社（もりしたじんたん、Morishita Jintan Co.,Ltd.）は、大阪市中央区玉造に本社を置く医薬品製造企業である。略称は仁丹。コーポレート・スローガンは「百年人生を応援する」。

## 概要
創業者の森下博が1893年（明治26年）2月11日に、大阪市東区（現・中央区）にて、薬種商「森下南陽堂」を創業したのが発祥である。1905年（明治38年）から今日まで発売され続けている仁丹の製造元としてその名を知られている。上部に人物が描かれている「仁丹」の商標で知られているが、描かれている人物は軍人ではなく、大礼服姿の外交官である。商標の外交官は「健康を世界に運ぶ外交官に」という創業者の思いが込められている。
現在はかつての主力商品「銀粒仁丹」のコーティング技法を発展させることで開発した最先端のシームレスカプセル（継ぎ目のないカプセル）を用いた食品会社からの受託製造と、ビフィズス菌を使用した食品・化粧品、植物エキスを主成分とするダイエット食品・健康食品（栄養補助食品）の製造・販売を主な事業内容としている。銀粒仁丹の原料でもある生薬成分の研究にも力を入れており、それを生かした食品会社への原料の供給等も行い、最近では日本コカ・コーラへのローズヒップ・エキス供給のほか、デンマーク産ホットドッグ「ホールドバケット」の販売事業等もおこなっている。
みどり会の加盟企業であり、三和グループに属している。

## 沿革

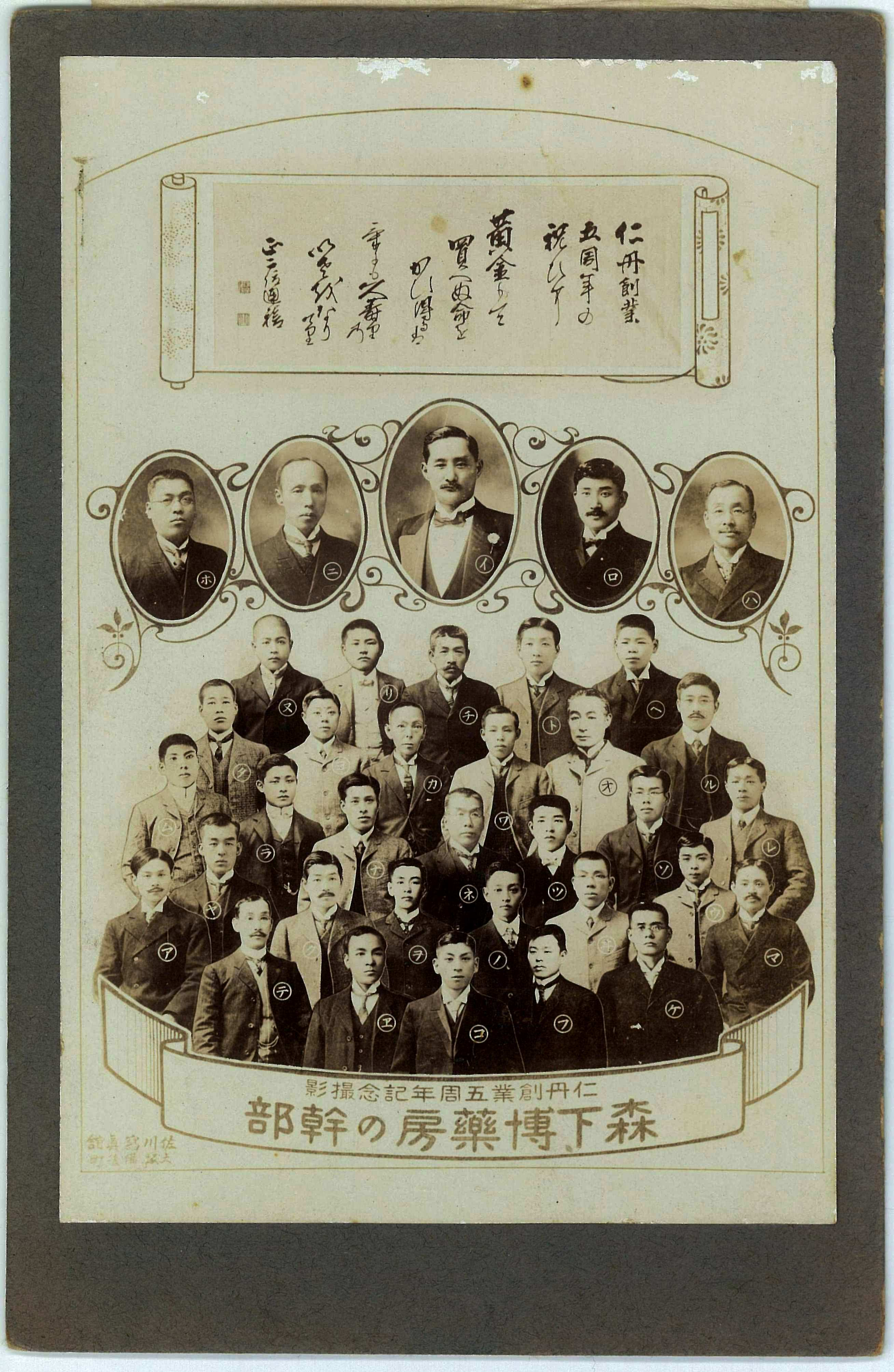
1910年当時の幹部
仁丹創業5周年記念写真

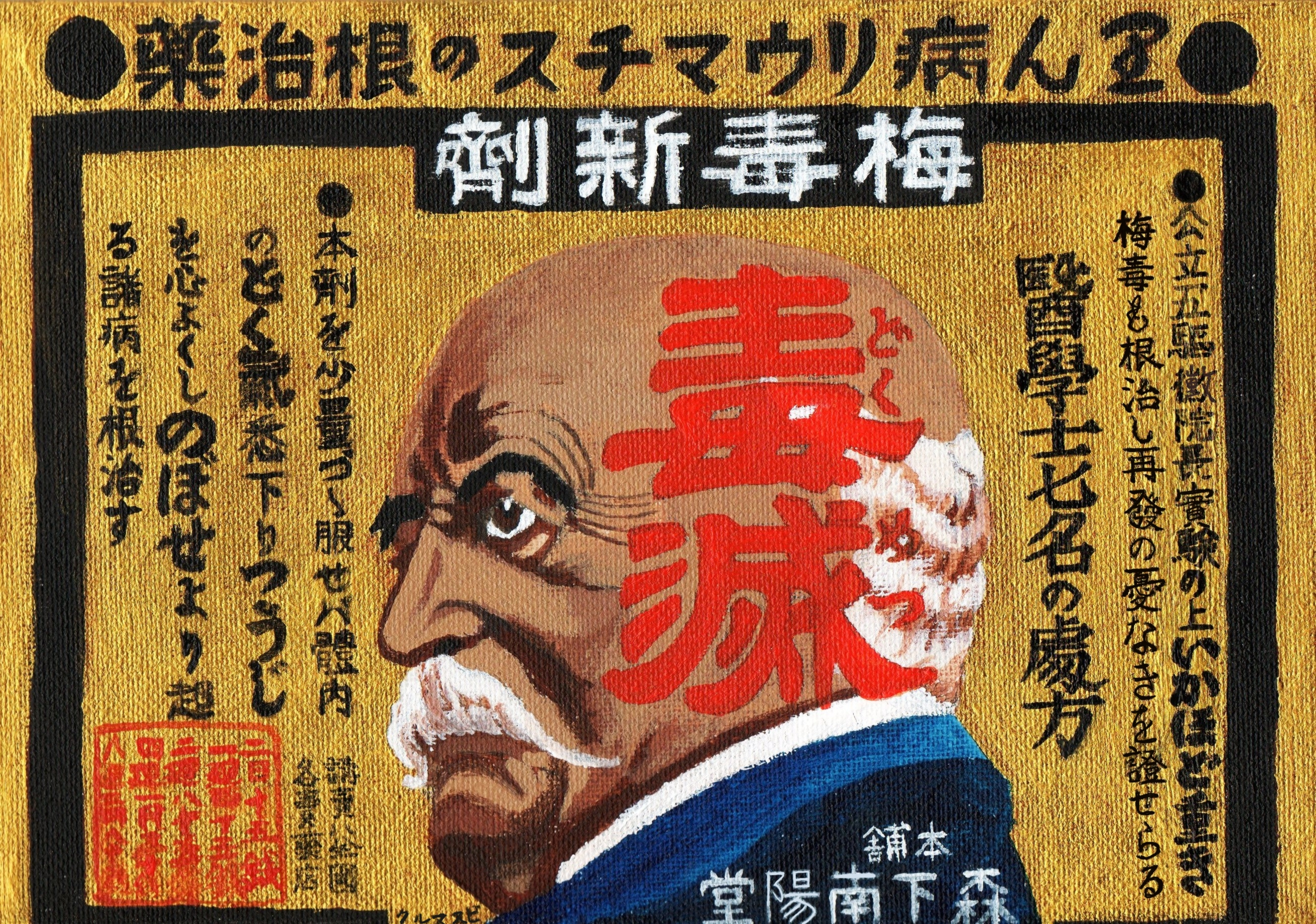
毒滅の広告。1904（明治37）年10月30日の大阪朝日新聞の広告に彩色を施したもの。

- 1893年（明治26年）2月11日 - 森下博により薬種商「森下南陽堂」として大阪市東区（現・中央区）に創業。
- 1900年（明治33年）2月 - プロイセン宰相ビスマルクを商標にした梅毒薬「毒滅」でその名を知られるようになる。
- 1905年（明治38年）2月 - 森下博薬房と改称し、懐中薬仁丹の販売を開始。
- 1921年（大正10年） - 子会社の「赤線検温器株式会社（現在のテルモ）」を設立し、体温計の生産販売を開始。
- 1929年（昭和4年）11月 - 「銀粒仁丹」を発売。
- 1936年（昭和11年）11月 - 森下仁丹株式会社に改組。
- 1961年（昭和36年）10月2日 - 東京証券取引所市場第二部および大阪証券取引所市場第二部に株式上場。
- 1964年（昭和39年）4月 - 井村屋製菓株式会社と業務提携（1964年8月に提携解消）。
- 1969年（昭和44年）8月 - 「梅仁丹」を発売。
- 1975年（昭和50年）10月 - 「グリーン仁丹」を発売。
- 1978年（昭和53年）2月 - 「レモン仁丹」を発売。
- 1983年（昭和58年）12月 - 「仁丹電子体温計」を発売。
- 1984年（昭和59年）4月 - 「白仁丹」を発売。
- 1980年代 - 主力製品である仁丹の売れ行きが低下したこともあり多角化を推進し、子会社の仁丹食品を設立して加工食品事業に進出したほか、アメリカ合衆国で加工工場を新設した。なお、仁丹食品はその後業績の不振から清算の対象となり、会社を解散している。
- 1990年代 - 通販事業に進出し、ビフィズス菌を含有したビフィーナ化粧品シリーズや、上述のシームレスカプセルでビフィズス菌を包んだビフィーナシリーズ、植物エキスを主成分とするダイエット食品や健康食品（栄養補助食品）の販売を開始。
- 2001年（平成13年）10月 - シームレスカプセルの受託製造工場として滋賀県多賀町にミラセル工場を開設。
- 2003年（平成15年）9月30日 - ロート製薬と業務・資本提携を締結[4]。
- 2004年（平成16年）4月1日 - 子会社で、特需ルート・配置薬ルート向けの卸売や不動産賃貸管理業などを行っていた仁丹商事株式会社を吸収合併[5]。
- 2005年（平成17年）7月1日 - ロート製薬との共同販売会社「株式会社メディケアシステムズ（出資比率：ロート製薬70%、森下仁丹30%）を設立[6]。
- 2007年（平成19年）
  - 2月19日 - 世界初となる胃溶解性皮膜と腸溶解性皮膜を組み合わせた2層カプセルを採用した清涼食品「ORACLE（オラクル） ワンショット」を発売[7]。
  - 3月28日 - 老朽化による生産産効率低下に伴い、大阪市中央区玉造にある本社工場・研究施設の土地建物を大和ハウス工業に売却（2009年の新工場竣工まで同社より賃貸）[8]。
- 2008年（平成20年）
  - 1月30日 - 創業115周年の節目に、創業記念日である2月11日を「仁丹の日」とすることを定め、日本記念日協会に申請・承認される[9]。
  - 2月11日 - 一般用医薬品の通信販売事業として、「仁丹薬房」をスタート[10]。
  - 5月19日 - 長野県のベンチャー企業であるキューオーエル株式会社と女性のセルフケア支援事業に関する業務提携を締結[11] し、6月10日に同社へ出資[12]。
  - 10月1日 - 滋賀県にあるミラセル工場の一部を運営していた仁丹ミラセルびわ湖株式会社を吸収合併[13]。
  - 12月1日 - 本社を現在地に移転[14]。
- 2009年（平成21年）
  - 1月 - 大阪府枚方市の津田サイエンスヒルズ内に新工場「大阪テクノセンター」を開設。
  - 3月 - 1993年（平成5年）から行っている通信販売事業におけるコンタクトセンター業務の受託化を目指し、子会社として株式会社 森下仁丹ヘルスコミュニケーションズを設立[15]。
  - 9月17日 - 田辺三菱製薬が販売していた「ビフィーナ便秘薬【指定第2類医薬品】」の販売権を取得し、自社製品としてリニューアル発売[16]。
- 2010年（平成22年）
  - 3月21日 - 「仁丹」の新たな製品として、7種の生薬を配合したリキッドを独自の「シームレスカプセル」で包み込んだ「JINTAN 116（ジンタン イチイチロク）」を発売[17]。
  - 3月25日 - 婦人用体温計・基礎体温表を「メディケア」ブランドで発売[18]。
  - 9月21日 - 「メディケア」シリーズ初の一般用医薬品として、口腔用外用薬「デンタルクリーム【第2類医薬品】」、「クールスロート【第3類医薬品】」を発売[19]。
- 2011年（平成23年）
  - 2月28日 - 子会社で、薬湯などの温浴関連製品の販売を行っていた仁丹テック株式会社を吸収合併[20]
  - 7月1日 - 業務用薬湯「薬仁湯」シリーズの販売権をニシカワヤ株式会社へ譲渡（製造は従来通り継続）[21]。
- 2012年（平成24年）
  - 3月23日 - 当社初の【第1類医薬品】となる眉毛・体毛の発毛を促進するノック式育毛剤「メディケア ペレウス」を発売[22]。
  - 6月30日 - ロート製薬株式会社との合弁会社であった株式会社メディケアシステムズを解散[23]。
- 2013年（平成25年）
  - 2月11日 - 
    - 創業120周年を記念し、当社の商標である「大礼服マーク」を39年ぶりに変更し、併せて、社名ロゴフォントも変更[24]。
    - 併せて、創業120周年記念商品として、2011年（平成23年）に販売を終了した「梅仁丹【医薬部外品】」を、清涼菓子として復刻した「梅仁丹120」を発売[25]。

  - 4月1日 - ロングセラーであるドリンクタイプの乗り物酔い止め薬「ポード内服液」を「メディケア」シリーズの一製品として42年ぶりにパッケージリニューアルし、新たに少量サイズの1本入りを追加。同時に、7～14歳用「学童用ポード内服液」を発売[26]。
- 2014年（平成26年）
  - 1月14日 - 1978年（昭和53年）から1984年（昭和59年）にかけて発売されていた「レモン仁丹」を清涼菓子として一新し、30年ぶりに発売（ローソンで先行発売した後、同年4月から本格発売を開始）[27]。
  - 8月5日 - 日本で初めてとなる0歳（生後1ヶ月）から摂取できるビタミンD単体の液状サプリメント「BabyD（ベビーディー）」を発売（通信販売で先行発売した後、同年9月より店頭販売を開始）[28]。
- 2015年（平成27年）
  - 6月19日 - 機能性表示食品と栄養機能食品で構成されたサプリメントブランド「ヘルスエイド」を立ち上げ、従来の「ビフィーナR<レギュラー>」・「ビフィーナS<スーパー>」・「ビフィーナS<スーパー> Pearl」・「ビフィーナEX<エクセレント>」は「ヘルスエイド」にブランド移行してリニューアル発売。
- 2017年（平成29年）
  - 3月8日 - オンジエキス含有の生薬製剤「キオグッド顆粒（90包入り）」を「仁丹薬房」ブランドにて通信販売限定で発売（本品はロート製薬とのコラボレーション製品で、同社では同年4月22日に「和漢箋」ブランドで30包入りを店頭向けに発売）。
  - 4月6日 - 田辺三菱製薬と共同企画したドリンクタイプの機能性表示食品「アスパラ メタロック」を発売。
- 2018年（平成30年）
  - 6月20日 - 株式会社 明治からカシスを原料としたサプリメントブランド「カシス-i」の販売を譲受[29]。その後、「カシス-i」は同年7月20日に[30]、「カシス-i EX」は同年8月31日に[31] 当社製品として順次発売された。
- 2019年（令和元年）
  - 10月1日 - 子会社で、ビューティケア製品等の製造販売を主に行っていた株式会社エムジェイラボ及び、同じく子会社で、医薬品・医療用具・栄養補助食品等の輸出入及び販売を主に行っていた株式会社エムジェイヘルスケアを吸収合併[32]。

## 主な製品
- ヘルスエイド
  - ヘルスエイド ビフィーナR<レギュラー>【機能性表示食品】 - 2015年6月に「ビフィーナR<レギュラー>（2001年9月発売）」を機能性表示食品としてリニューアルし、60包入りに加え、7包入りと20包入りを追加して3容量となった。
  - ヘルスエイド ビフィーナS<スーパー>【機能性表示食品】 - 2015年6月に「ビフィーナS<スーパー>（2001年9月発売）」を機能性表示食品としてリニューアル。
  - ヘルスエイド ビフィーナS<スーパー> Pearl（パール）【機能性表示食品】 - 2015年6月に「ビフィーナS<スーパー> Pearl（2014年3月発売）」を機能性表示食品としてリニューアル。
  - ヘルスエイド ビフィーナEX<エクセレント>【機能性表示食品】 - 2015年6月に「ビフィーナEX<エクセレント>（2001年9月発売）」を機能性表示食品としてリニューアル。
  - ヘルスエイド ローズヒップ【機能性表示食品】 - 2015年6月発売。
  - ヘルスエイド ヒアルロン酸【機能性表示食品】 - 2015年6月発売。
  - ヘルスエイド テアニン【機能性表示食品】 - 2015年7月発売。
  - ヘルスエイド サラシア【機能性表示食品】 - 2015年9月発売。
  - ヘルスエイド 還元型コエンザイムQ10【機能性表示食品】 - 2015年10月発売。
  - ヘルスエイド DHA&EPA【機能性表示食品】 - 2016年9月発売
  - ヘルスエイド イチョウ葉【機能性表示食品】
  - ヘルスエイド カシスアイ【機能性表示食品】 - 2020年7月発売。機能性表示食品として初めて、カシスアントシアニンを含む3つの成分を機能性関与成分として含み、暗い場所での見る力を助ける機能を持つ製品。通信販売限定品。
  - ヘルスエイド マルチビタミン&ミネラルEX - 2015年6月に「マルチビタミン&ミネラル」として発売。ビタミンC・ナイアシン・パントテン酸・銅・鉄を補給する栄養機能食品である。後に亜鉛を追加配合され、製品名が変更されている。
  - ヘルスエイド コレストールファイバー【特定保健用食品】 - 元々は通信販売限定で発売されていたが、2015年9月に「ヘルスエイド」のシリーズ品としてリニューアルし、店頭販売を開始した。
- カシス-i - 株式会社 明治からブランドを譲り受けたカシス含有のサプリメント
  - カシス-i - 2018年7月発売
  - カシス-i EX - 2018年8月発売
- メディケアシリーズ
  - ペレウス【第1類医薬品】 - 2012年3月発売。ノック式の極細ペンを採用した眉用育毛剤。メチルテストステロン配合。（製造販売元：協和新薬）
  - デンタルピルクリーム【指定第2類医薬品】 - 2014年3月発売。リップチューブタイプの口腔用外用薬。（製造販売元：万協製薬）
  - オノフェF【第2類医薬品】 - 2011年4月発売。化膿性皮膚疾患用薬。2012年10月にパッケージリニューアルし、従来のブルー基調からピンク基調に変更した。（製造販売元：万協製薬）
  - デンタルクリーム【第3類医薬品】 - 2010年9月発売。軟膏タイプの口腔用外用薬。（製造販売元：万協製薬）
  - デンタルクリームT【第3類医薬品】 - 2013年4月発売。前述の「デンタルクリーム」と処方は同じだが、歯痛や歯槽膿漏を訴求した仕様である。（製造販売元：万協製薬）
  - パンパス軟膏【第2類医薬品】 - 2013年4月発売。外用皮膚疾患用薬。（製造販売元：万協製薬）
  - ポード内服液【第2類医薬品】 - 液体タイプの乗物酔い薬。10mlの少量サイズ。長らく発売されているロングセラー製品だが、2013年4月に「メディケア」シリーズへ編入してパッケージリニューアル。（製造販売元：大昭製薬）
  - サイレンQ【第2類医薬品】 - 2013年10月発売。液体タイプの殺菌消毒薬。（製造販売元：雪の元本店）
  - クールスロート【第3類医薬品】 - 2010年9月発売。スプレータイプの口腔用外用薬。2013年4月にパッケージリニューアル。（製造販売元：協和新薬）
  - ハイドロウェットα【管理医療機器】 - 大型サイズの医療パッド。2015年10月に従来の「ハイドロウェット パッドタイプ（2013年10月発売）」をリニューアルし、【一般医療機器】から【管理医療機器】へ移行した。
  - ハイドロウェットα 防水タイプ【管理医療機器】 - 大型サイズの医療パッド。2015年10月に従来の「ハイドロウェット」をリニューアルし、【一般医療機器】から【管理医療機器】へ移行した。
  - アルゲキュア【一般医療機器】 - 2012年3月発売。大型サイズの医療パッド。2015年10月にパッケージリニューアル。
  - かぶせてガード【一般医療機器】 - 2011年4月発売。大型サイズの救急バン。
  - 大きめ救急バン【一般医療機器】
  - 防水救急バン【一般医療機器】
  - 傷あて材【一般医療機器】
  - 防水フィルム ロールタイプ - 2013年10月発売。
  - かきむしりガード
  - カンタン包帯 - ガーゼなどの傷あて材の上から押えて貼る巻かないタイプの包帯
  - 便利なテープ - 手で切れるサージカルテープ
  - 婦人用体温計（販売名：仁丹電子体温計MT1622J）【管理医療機器】
  - 基礎体温表
- 仁丹シリーズ
  - 仁丹（販売名：仁丹N）【医薬部外品】
  - 梅仁丹120のど飴 - 梅味ののど飴。
  - 鼻・のど甜茶飴
    - 2013年2月に販売をいったん終了したが、この商品を愛用していた「声のプロ」（森山良子、安田祥子、由紀さおり姉妹といった歌手など）の要望を受けて、2014年から再び発売[33]。

## テレビ番組
- 日経スペシャル カンブリア宮殿 "銀の粒"から生まれた最新技術！老舗企業の大転換経営（2013年8月22日、テレビ東京）[34]

## 広報活動

### CMキャラクター
現在
- 新倉瞳（ビフィーナ）
- 壇蜜（梅仁丹120）
- 田中哲司（ヘルスエイド）[35]
- 河西健吾（銀粒仁丹） - 大阪府出身の声優で、地元局の朝日放送ラジオ・MBSラジオだけで流れるCMに2024年から出演。

過去のCMキャラクター一覧
- 田中邦衛（銀粒仁丹） - 「ミスター仁丹」と呼ばれていた[誰?]。山藤章二の画による雑誌広告はシリーズ化された。
- ダーク・ダックス（同上） - 「仁丹の歌」（作詞・作曲：三木鶏郎）を歌っていた。
- 津川雅彦（同上）
- 高島忠夫（同上）
- 山口崇（同上）
- 篠田三郎（グリーン仁丹）
- 宇崎竜童（同上）
- 春風亭小朝・でんでん（同上）
- 沖雅也 （梅仁丹）
- 新沼謙治（同上）
- 草川祐馬（同上）
- 岩崎宏美（レモン仁丹）
- ビートたけし（白仁丹）関東地区限定発売 -「スーしませう」のキャッチコピーで有名[注釈 1]。
- 中村勝広（銀粒仁丹）
- 堀内孝雄（スペッキー）
- かたせ梨乃（ビフィーナ10）
- イッセー尾形（暮しのデオドライザーシリーズ）
- 山田邦子（ハービット）
- 水野美紀（マルチビタミン、ココカル）
- 松澤知加子（ビタミンウィーク、ハピカ）

※その他、宝塚歌劇団の雪組メンバーを、同社が過去に発売していた「クリスタルデュウ・マイルド」のイメージキャラクターに起用していたことがある（「歌劇」「宝塚GRAPH」限定での掲載。1992年から翌年にかけて、雪組で上演された「忠臣蔵〜花に散り雪に散り〜」の協賛に伴うもの）。

### スポンサー番組
現在
- 森下仁丹 presents バイオRadio!（Kiss FM KOBE）
- 福島のぶひろの、金曜でいいんじゃない?→福島のぶひろの　いんじゃない?（MBSラジオ）
  - メインパーソナリティの「福島のぶひろ」（毎日放送アナウンサーの福島暢啓）がかねてから「仁丹」を愛用していることや、入社前（龍谷大学落語研究会への在籍中）に「きぬ乃家じん丹」という高座名を付けていたこと[36] を背景に、2020年4月から17時台前半の週替わりコーナー枠を提供。コーナーの冒頭で放送される当社製品のインフォマーシャルや、本編の最後に流れるCMの一部には、かつて「仁丹」のCMに使われていたファンファーレ調のBGMを流している。
  - 「夕方もポチっとMラジ」（MBSラジオの自社制作による平日夕方の生ワイド番組レーベル）への編入によって全編の放送時間が拡大された2021年10月からは、上記のインフォマーシャルやBGMごと「福ちゃんの話、いいんじゃない?」（15時台に放送される福島の取材報告企画）への提供に移行。リスナーから「仁丹」にまつわる思い出話を募集したうえで、その一部をコーナーの冒頭で福島が紹介しているほか、当社とのコラボレーション企画によるノベルティグッズをリスナーへのプレゼントに加えている。
  - 「福ちゃんの話、いいんじゃない?」への提供は2023年4月で終了したが、福島による「仁丹の思い出話」の紹介・ファンファーレ調のBGMの放送・ノベルティグッズのプレゼント企画は、翌5月から16時台の前半に新設されたインフォマーシャルゾーンで続けられている。これを機に、「仁丹ラジオ劇場　銀粒の旅」（「銀粒仁丹」のPRを兼ねて福島が「銀田粒次郎」という45歳の独身男性・パートナーの関岡香が「旅先のマドンナ」を演じるラジオドラマ）を毎月最終週のインフォマーシャルゾーンで生放送。
- ABCフレッシュアップベースボール（朝日放送ラジオ）
  - 2021年から、金・日曜放送分のスポンサーに名を連ねている。

過去
- 快傑ハリマオ（日本テレビ系）同社が一社提供を務めた国産テレビ映画。第1話 - 第5話まではカラーで制作。
- 恐怖のミイラ（同上）同じく一社提供を務めた国産テレビ映画。『快傑ハリマオ』の次番組。
- スーパーカー（同上）同じく一社提供を務めた海外人形劇。
- NTV紅白歌のベストテン（同上）後期より。
- プロ野球・仁丹金曜ナイター（NETテレビ・毎日放送 1960年代）
- ジンタカ・パンチ!（TBS系）一社提供の公開コメディ。1966年（昭和41年）2月 - 4月放送。無名時代の萩本欽一が出演。
- やじきた志ん幹線（同上）一社提供の公開時代劇コメディ。1966年（昭和41年）5月 - 11月放送。
- 三枝の爆笑美女対談（関西テレビ制作・フジテレビ系）※中期。笹岡薬品ともに提供。
- 土曜大好き!830（同上）
- THEワイド（よみうりテレビ・日本テレビ共同制作・日本テレビ系）
- 鶴×龍（よみうりテレビ制作・日本テレビ系）
- 行列のできる法律相談所（日本テレビ系）
- 知っとこ!（毎日放送制作・TBS系）
- とくダネ!（フジテレビ系）など

※この他、関西ローカルではあるが朝日放送で2000年（平成12年）頃から数年間、20時55分頃に放送のABCニュースのスポンサーを担当していたこともある。

### 電柱広告と「町名看板」
当社では、1905年（明治39年）に「仁丹」の発売を開始すると、翌1906年（明治40年）から「仁丹」の広告看板を大阪・神戸・名古屋などの市中の電柱に掲出。1909年（明治42年）からは、「仁丹」の文字とビスマルク像（「毒滅」の商標）が描かれた看板を、東京電燈（日本初の電力会社）が東京市（当時）に設置していた電柱へ掲げるようになった。もっとも、電柱への広告掲出を東京電燈に許可していた警視庁では、この看板に「仁丹」の文字が派手な赤色で記されていたことを問題視。「看板の文字の色は黒か白に限る」という条件で許可を出していたことを根拠に、看板の塗り替えを東京電燈へ命じた。また、翌1910年（明治43年）には、『東京朝日新聞』が「醜怪なる屋外広告」というキャンペーン記事を19回にわたって掲載。この連載では、一連の電柱広告に加えて、上野公園前の田原町交差点（現在の東京都台東区内）に当時建っていた広告塔（仁丹塔）も槍玉に挙がっていた。
さらに、1911年（明治44年）には日本政府が「広告物取締法」、京都市が「広告物取締法施行細則」を公布。「広告物取締法施行細則」施行の手続きを細かく定めた「広告物取締法施行手続」では、「仁丹」や「毒滅」の看板が「見苦しい広告物の具体例」として示されていた。これに対して、当社では「広告物取締法施行細則」の第一条に、「公益のためなら（屋外への広告物の掲出を）許可することがある」との但書が添えられていることに着目。「町外からの来訪者が郵便配達人が、町内の家屋を捜すのに苦労している」という当時の事情を踏まえて、京都市からの許可を得たうえで、大礼服マークと「仁丹」の名を入れた木製の町名表示板（木板）を市内へ順次設置するようになった。このような「町名看板」は、京都市が市内の主要街路の名称（通り名）を大幅に変更した1928年（昭和3年）を境に、木板より耐久性に優れた琺瑯製の板（琺瑯板）に掛け替えられている。
当社による「町名看板」の設置活動は、日本各地の自治体からの許可の下に、都市部から日本列島の津々浦々にまで広がっていた。現在でも、第二次世界大戦での戦災を免れた都市には、琺瑯製を中心に一部の看板が残存している。京都市内はその典型で、複数の種類の琺瑯板に加えて、木板の存在も確認されている。また、当社では2011年（平成13年）から「京都琺瑯町名看板プロジェクト」を開始。かつての町名表示板のデザインを踏襲した琺瑯製の「町名看板」を新たに製作したうえで、京都市内や創業者（森下博）の出身地（琺瑯板が付けられていなかった広島県福山市の鞆の浦）に設置している。
ちなみに、『京都新聞』記者の樺山聡は、多数の「町名看板」が京都市内に残存することに関する取材を2010年（平成22年）の末から開始。この取材を通じて、1995年（平成7年）には1,200枚の残存が確認されていた「町名看板」が、2010年の時点で約800枚にまで減っていることを明らかにした。さらに、取材の過程で「町名看板」の愛好家と知り合ったことから、5人の愛好家（元・高校教師、京都市の職員、大学の教員など）と共に「京都仁丹樂會」（きょうとじんたんがっかい）と称するサークルを結成。「京都仁丹樂會」では、「京都市内に残存する『仁丹』の町名看板は、京都の生きた文化財である」との主張を掲げながら、「町名看板」に関する探索調査・データベースの作成・情報の発信や残存看板の保全などに取り組んでいる。2015年（平成27年）には、前年（2014年）から京都市内で盗難が相次いでいた琺瑯板の1枚がインターネットオークションへ出品されていることを、「京都仁丹樂會」の会員の1人が確認。この情報が盗難の被害者の知人に伝わったことがきっかけで、上京警察署が出品者による販売目的での盗難を認定したため、出品されていた琺瑯板は被害者へ無償で返却された。

## 関係企業
- テルモ（旧社名は「赤線検温器株式会社」→「仁丹体温計株式会社」→「株式会社仁丹テルモ」）
- ロート製薬